# Altstrimmig

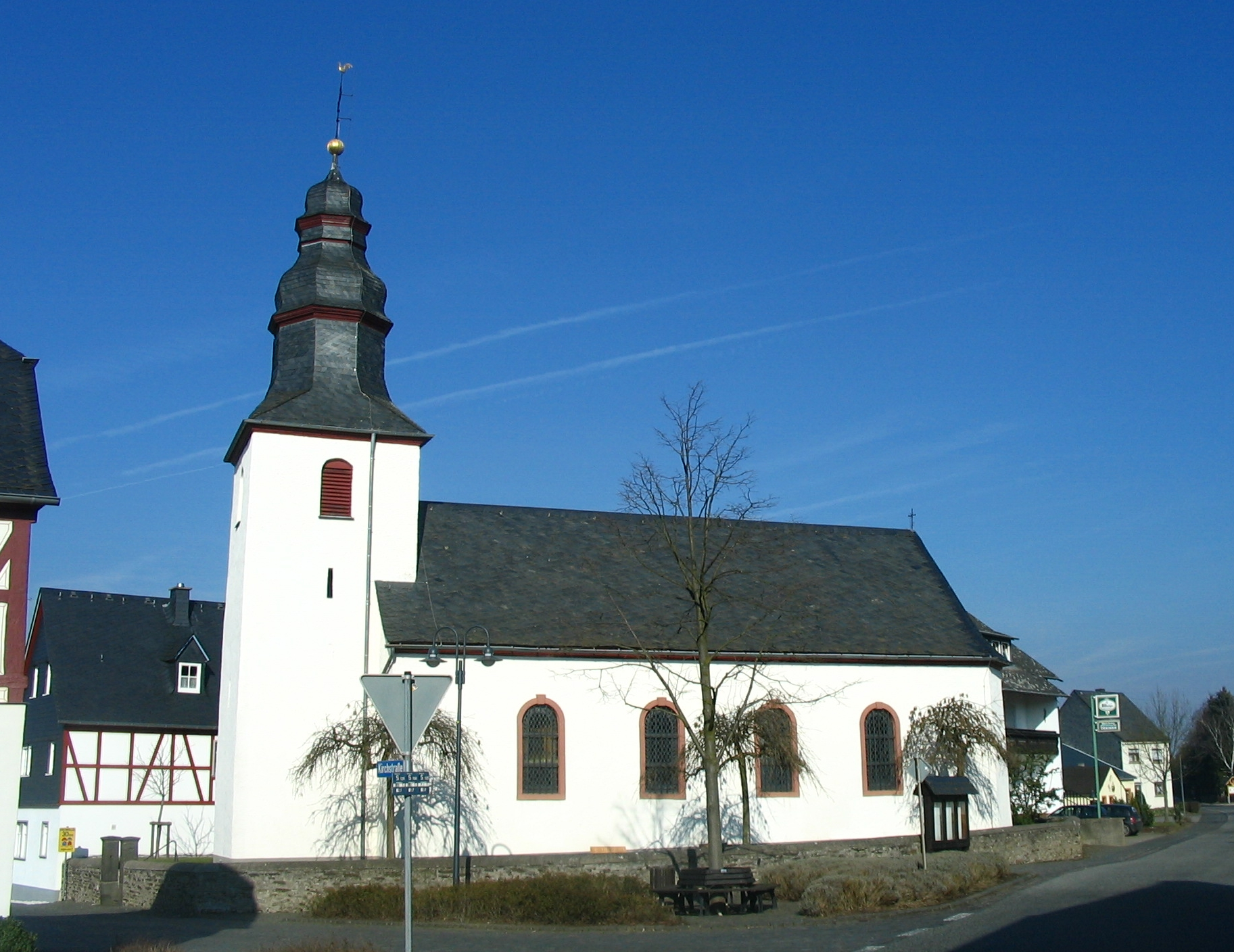
Kirche in der Ortsmitte von Altstrimmig

Altstrimmig ist eine Ortsgemeinde im Landkreis Cochem-Zell in Rheinland-Pfalz. Sie gehört der Verbandsgemeinde Zell (Mosel) an.

## Geographie
Altstrimmig liegt zusammen mit dem Nachbarort Mittelstrimmig auf einem Höhenrücken im nördlichen Hunsrück, dem Strimmiger Berg. Zu Altstrimmig gehören auch die Wohnplätze Birkwiese und Pulgersmühle.

## Geschichte

### Der Ortsname
In früher Zeit wurde meist nicht zwischen den dreien Stremich differenziert und noch 1799 schrieb Becker: Sie heißen alle drei Strömig, liegen auf den Bergen der Mosel, und gehörten ehemals dem Grafen von Metternich-Winneburg. Erst ab dem 15. Jahrhundert wird gelegentlich zwischen Altstrimmig (= Hinter- oder Oberstrimmig), Mittelstrimmig und Liesenich (= Vorder- oder Niederstrimmig) unterschieden. Dabei ist die Bezeichnung Altstrimmig nicht im Sinne von altes Strimmig zu deuten. Das Präfix leitet sich vielmehr von dem lateinischen Adjektiv altus für hoch her. 1498 heißt es: Altstremich, Mittelstremich und das ander Stremich g[ena]nt Lesenich.

### Urkundliche Ersterwähnung
Eine erste urkundliche Erwähnung erfährt der Ort Altstrimmig am 3. Oktober 1339, als Heynman Punsteyners Sohn von Strimmig und seine Ehefrau Gele dem Nikolaus, Kaplan am Engelporter Georgaltar eine Rente verkauften. Dabei setzten sie einen Morgen Land in bou[en] der linden ze alden stre[m]che, einen halben Morgen of der Pichelin und zwei Morgen in der rengruve hunder alden stremche, von denen einer ober- und der andere unterhalb weichs lag, als Pfand.

### Der Kurtrierer Fronhof
Die Ersterwähnung des Trierer Fronhofs zu Altstrimmig findet sich in
einer Belehnungsurkunde des Erzbischofs Boemund II. für Gerhard von Ehrenberg vom 31. Mai 1358. Allerdings wird darin der Ort noch nicht namentlich genannt. Dies geschah erst in einem Weistum des fronhobe zu alden stremeche vom 25. Februar 1398, in dem unter anderem 15 vereidigte Männer des Strimmiger Gerichts, die älter als 60 Jahre waren sowie 14 Zeugen namentlich genannt werden.

### Auswanderungswelle im 19. Jahrhundert
Wie in ganz Deutschland gab es auch in Altstrimmig Mangel an Erwerbsarbeit, die viele Einwohner bewog nach Amerika auszuwandern. Die größte Gruppe von 85 Personen, darunter 36 Kinder bis 14 Jahre verließen am 26. Mai 1852 Altstrimmig in Richtung New York, wo sie am 13. Juni 1852 an Land gingen. In den folgenden Jahren siedelten sie vorwiegend in Wisconsin, wo sie u. a. in den teilweise von ihnen gegründeten Orten Green Bay, Washington County, Sheboygan, Milwaukee, Germantown, Farmington, Cedarburg und Appleton ihre neue Heimat fanden.
Weitere Auswanderer – 36 Personen – verließen den Ort zwischen den Jahren von 1829 bis 1890 nach Süd- und Nordamerika. In Südamerika waren es die Gegenden um Porto Alegre, Santa Cruz do Sul und San Jose. Bis heute bestehende Gemeinden bilden Novo Hamburgo (dt. Neu Hamburg), São Leopoldo und Rio Grande. 31 Zeitungen und über 150 Vereine wurden von den Kolonisten gegründet.
Die Gesamtreisekosten aller Auswanderer in Höhe von 22.015 Talern, 221 Silbergroschen und 46 Pfennig wurden von den Gemeinden Mittelstrimmig, Altstrimmig, Liesenich, Grenderich und Senheim gemeinsam getragen, hiervon entfielen auf die Gemeinde Altstrimmig 3.156 Taler. Diese Kostenübernahme für die teilweise unter gesellschaftlichem Druck Ausreisenden kam die Gemeinden auf Dauer günstiger als die Armenfürsorge.

### Politische Zugehörigkeit
Der Strimmiger Berg, auch das Strimmiger Gericht, zählte seit etwa der Mitte des 14. Jahrhunderts bis 1780 zum „Dreihherrischen Gebiet“. Wie im Beltheimer Gericht teilten sich Kurtrier, Sponheim und Braunshorn (später Winneburg und Metternich) die Landesherrschaft. Ab 1794 stand Altstrimmig unter französischer Herrschaft. Von 1798 bis 1814 gehörte Altstrimmig zur Mairie Beilstein im Kanton Zell, der zum Arrondissement Koblenz im Rhein-Mosel-Département gehörte. 1815 wurde die Region und damit auch der Ort Altstrimmig aufgrund der Beschlüsse auf dem Wiener Kongress dem Königreich Preußen zugeordnet. Unter der preußischen Verwaltung gehörte die Gemeinde Altstrimmig 1816 der Bürgermeisterei Senheim (von 1927 bis 1968 Amt Senheim) im neu entstandenen Kreis Zell im Regierungsbezirk Koblenz an.
Seit 1946 ist Altstrimmig Teil des damals neu gebildeten Landes Rheinland-Pfalz. Das Amt Senheim wurde 1968, so wie alle Ämter in den Regierungsbezirken Koblenz und Trier in Verbandsgemeinden umgewandelt. Durch das 8. Verwaltungsvereinfachungsgesetz vom 18. Juli 1970 mit Wirkung vom 7. November 1970 wurde die vorübergehend bestehende Verbandsgemeinde Senheim aufgelöst und  Altstrimmig in die Verbandsgemeinde Zell (Mosel) umgegliedert.

## Einwohner

Einwohnerentwicklung von Altstrimmig von 1815 bis 2017 nach nebenstehender Tabelle

Die Entwicklung der Einwohnerzahl der Gemeinde Altstrimmig, die Werte von 1871 bis 1987 beruhen auf Volkszählungen:
| Jahr | Einwohner |
| ---- | --------- |
| 1815 | 339       |
| 1835 | 431       |
| 1871 | 373       |
| 1905 | 356       |
| 1939 | 342       |
| 1950 | 328       |

| Jahr | Einwohner |
| ---- | --------- |
| 1961 | 392       |
| 1970 | 399       |
| 1987 | 375       |
| 2005 | 341       |
| 2011 | 341       |
| 2017 | 336       |

## Politik

### Gemeinderat
Der Gemeinderat in Altstrimmig besteht aus acht Ratsmitgliedern, die bei der Kommunalwahl am 9. Juni 2024 in einer Mehrheitswahl gewählt wurden, und dem ehrenamtlichen Ortsbürgermeister als Vorsitzendem.

### Bürgermeister
Hans-Werner Peifer ist Ortsbürgermeister von Altstrimmig. Bei der Direktwahl am 26. Mai 2019 wurde er mit einem Stimmenanteil von 80,56 % für weitere fünf Jahre in seinem Amt bestätigt. Bei der Direktwahl am 9. Juni 2024 gelang ihm mit 86,5 % der Stimmen als einziger Bewerber die erneute Wiederwahl.

## Bauwerke
Die sogenannte Alte Mühle wurde vom ortsansässigen Heimat- und Verkehrsverein renoviert und funktionstüchtig wiederhergestellt.
Siehe auch: Liste der Kulturdenkmäler in Altstrimmig

## Infrastruktur
Altstrimmig besitzt ein Gemeindehaus, einen Festplatz, einen Kinderspielplatz und eine Grillhütte mit Sanitäranlagen.

## Persönlichkeiten
- Werner Mauss (* 1940), ehemaliger deutscher Privatdetektiv[15]
- Norbert Pies (* 1956), Biologe, Sachbuchautor, Regionalhistoriker und Genealoge, besuchte von 1963 bis 1966 die Volksschule in Altstrimmig.